# Запорізька обласна рада
Запорíзька обласнá рáда — представницький орган місцевого самоврядування, який об'єднує 25 громад Запорізької області, представляє інтереси територіальних громад сіл, селищ, міст, у межах повноважень, визначених Конституцією України, Законом України «Про місцеве самоврядування в Україні» й іншими законами, а також повноважень, переданих їм сільськими, селищними, міськими радами.
Обласна рада складається з депутатів, обирається населенням Запорізької області терміном на п'ять років. Рада обирає постійні і тимчасові комісії. Обласна рада проводить свою роботу сесійно. Сесія складається з пленарних засідань і засідань її постійних комісій.
20 вересня 2016 року рада визнала Росію державою-агресором, так звані «ДНР» і «ЛНР» — терористичними організаціями.
17 листопада 2016 року на сайті ради у тестому режимі запрацював розділ «Електронні петиції». Згідно Положенню про порядок розгляду електронної петиції, на збір підписів дається термін — три місяці. Щоб петицію розглянули депутати, вона повинна зібрати не менш як 2000 підписів. Для створення електронної петиції автору треба заповнити спеціальну форму на офіційному сайті Запорізької обласної ради. Електронна петиція буде опублікована протягом двох робочих днів з дня направлення її ініціатором. Розгляд е-петиції здійснюється головою обласної ради, або особою, яка виконує його повноваження (першим заступником, заступниками голови обласної ради). Не пізніше десяти робочих днів з дня опублікування інформації про початок її розгляду — петицію передають на обробку постійній комісії обласної ради.

## Попередні скликання

### VII скликання
Опозиційний блок (25)

     Солідарність (13)

     Наш край (10)

     Радикальна партія Олега Ляшка (6)

     УКРОП (6)

     Нова політика (6)

     ВО «Батьківщина» (5)

     Об'єднання «Самопоміч» (5)

     Позафракційні (8)
21 березня 2024 року повноваження Запорізької облради тимчасово передано Запорізькій ОВА на час дії воєнного стану та місяця після його скасування. Причиною було вказано те, що востаннє облрада дистанційно збиралася на сесію у березні 2022 року, тож вона не могла розв'язувати питання діяльності комунальних закладів. Також частина діючих депутатів обласної ради вступили до лав Збройних Сил (наприклад, голова фракції Європейська Солідарність, Артюшенко І.)